# Pantoja (Toledo)
Pantoja es un municipio y localidad española de la provincia de Toledo, en la comunidad autónoma de Castilla-La Mancha. El término municipal tiene una población de 3523 habitantes (INE 2024).

## Toponimia
El término Pantoja podría derivarse del nombre de un antiguo propietario de la aldea. En documentos mozárabes de los siglos XII y XIII se encuentran referencias a tres personas, Alfonso Pantoja, Pedro de Pantoja y Pedro Domingo Assacal, conocido por el sobrenombre de Pantoja.

## Geografía
El municipio linda con los términos municipales de Numancia de la Sagra, Borox, Alameda de la Sagra, Cobeja, Villaluenga de la Sagra y Yuncler, todos de la provincia de Toledo.

## Historia
En 1173 aparece la población en un documento mozárabe como alquería de Toledo, y así sería hasta que en 1628 adquirió el título de villa.
Descripción en el siglo XVIII: villa realenga eximida de Toledo, por compra que se hizo al rey. Al convertirse en villa, tuvo la jurisdicción pertinente nombrando sus justicias. Para la ejecución de su nuevo estado tuvo horca, picota, cuchillo, cárcel, cepo y azote.
A mediados del siglo XIX, el lugar contaba con una población censada de 242 habitantes. La localidad aparece descrita en el duodécimo volumen del Diccionario geográfico-estadístico-histórico de España y sus posesiones de Ultramar de Pascual Madoz de la siguiente manera:

PANTOJA DE LA SAGRA: v. con ayunt. en la prov. y dióc. de Toledo (4 1/2 leg.), part. jud. de Illescas (5/4), aud. terr. de Madrid (7 1/2), c. g. de Castilla la Nueva: sit. en una llanura con un poco de declive al S.: es de clima destemplado, reinan los vientos N. E. y O. y se padecen fiebres remitentes é intermitentes, y estas se hacen con facilidad nerviosas: tiene 60 casas, la de ayunt. con su corredor y cárcel en ella; archivo; dos pósitos, nacional y pío; escuela dotada con 1,460 rs. de los fondos públicos, a la que asisten 18 niños; igl. parr. dedicada á la Asuncion de Nra. Señora, con curato de primer ascenso y provision ordinaria, y en los afueras al E. una pequeña alameda, que apenas tendré 20 árboles: se surte de aguas potables, en una fuente dentro de la v., de calidad gruesa y calcárea. Confina el térm. por N. con Azaña é Illescas; É. Borox y Yeles; S. Alameda y Cobeja; O. Yuncler y Villaluenga, á dist. de 1/2 á 1 leg., y comprende la deh. llamada Villeriche con su casa, que antes perteneció al cabildo de Toledo y ha sido enagenada. Le bañan dos arroyos llamado Guaten y Gansarinos, cuya corriente se dirige al S. y quedando la v. entre ambos, se reúnen al 1/4 leg. y entran en el Tajo 2 leg. después. El terreno es feraz y escelente para cereales: los caminos vecinales á los pueblos inmediatos: el correo se recibe de Illescas por balijero, tres veces á la semana: prod.: trigo, cebada, garbanzos, lentejas, algarrobas, alcarceña, avena, habas, vino y aceite, se mantiene ganado lanar y de cerda, 70 yuntas de escelentes mulas, y se cria caza menor y algunos peces comunes en los arroyos. ind. y comercio: se trafica en los granos y frutos del pais por su buena calidad. pobl.: 52 vec., 242 alm. cap. prod.: 2.039,043 rs imp.: 51,676; las utilidades de la deh. de Valderiche o Villeriche están calculadas por separado en 3,000 rs. contr. 26,899 reales 4 mrs. presupuesto municipal: 10,672, del que se pagan 2,200 al secretario por su dotacion, y se cubre con 4,658 por ingresos de los propios, consistentes en los pastos y rastrojera, y el resto por repartimiento vecinal.
(Madoz, 1849, p. 674)

## Demografía
Cuenta con una población de 3523 habitantes (INE 2024).
| Gráfica de evolución demográfica de Pantoja entre 1842 y 2021                                                         |
| |
| Población de derecho según los censos de población del INE. Población de hecho según los censos de población del INE. |

## Símbolos
Escudo mantelado en punta: 1º, de oro, una vasija de sable; 2º, de azur, cruz mozárabe de plata y, en punta, de sinople, el haz de espigas, de oro. Al timbre, corona real cerrada.
Encomendada su justifición histórica a Fernando Jiménez de Gregorio, el heraldista José Luis Ruz Márquez realizó el escudo descrito representando con la vasija a la cultura del vaso campaniforme en presencia avalada por descubrimientos arqueológicos, así como la dedicación tradicional de Pantoja a la alfarería; con la cruz la influencia mozárabe en la población y con el haz el cultivo del cereal como eje de la economía local. Adoptado por el pleno municipal de 27 de agosto de 1980, la junta de la Real Academia de la Historia lo aprobó en 20 de mayo de 1982.

## Administración
| Periodo   | Nombre                     | Partido       |
| --------- | -------------------------- | ------------- |
| 1979-1983 | Ildefonso Alonso Moreno    | Independiente |
| 1983-1987 | Ildefonso Alonso Moreno    | Independiente |
| 1987-1991 | Ildefonso Alonso Moreno    | Independiente |
| 1991-1995 | Ildefonso Alonso Moreno    | Independiente |
| 1995-1999 | Ildefonso Alonso Moreno    | Independiente |
| 1999-2003 | María Emma Lozano López    | PP            |

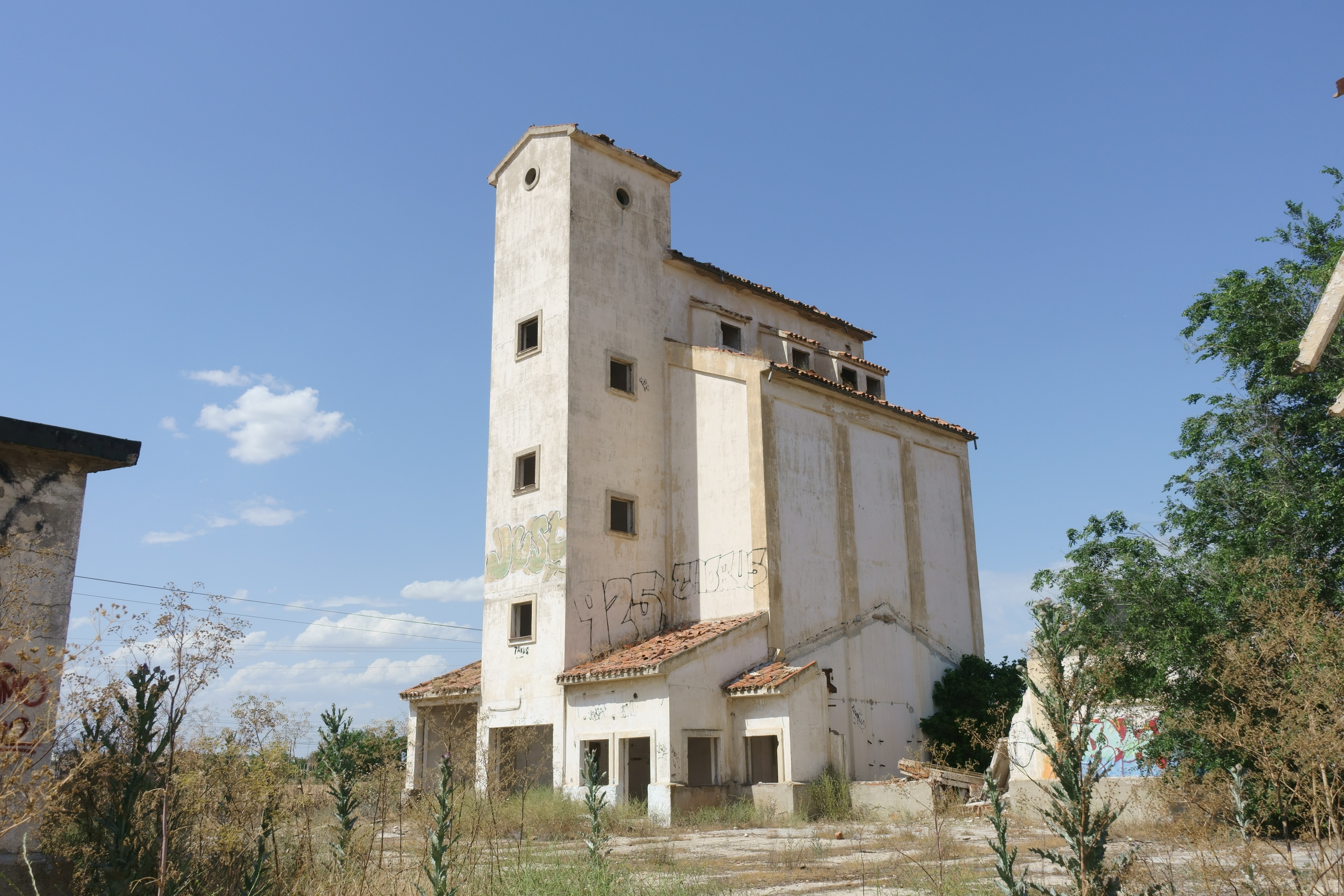
Antiguo silo perteneciente a la Red Nacional de Silos y Graneros

| 2003-2007 | María Ángeles García López | PSOE          |
| 2007-2011 | María Ángeles García López | PSOE          |
| 2011-2015 | María Ángeles García López | PSOE          |
| 2015-2019 | María Ángeles García López | PSOE          |
| 2019-2023 | Julián Torrejón Moreno     | PP            |
| 2023-act. | Julián Torrejón Moreno     | PP            |

## Patrimonio

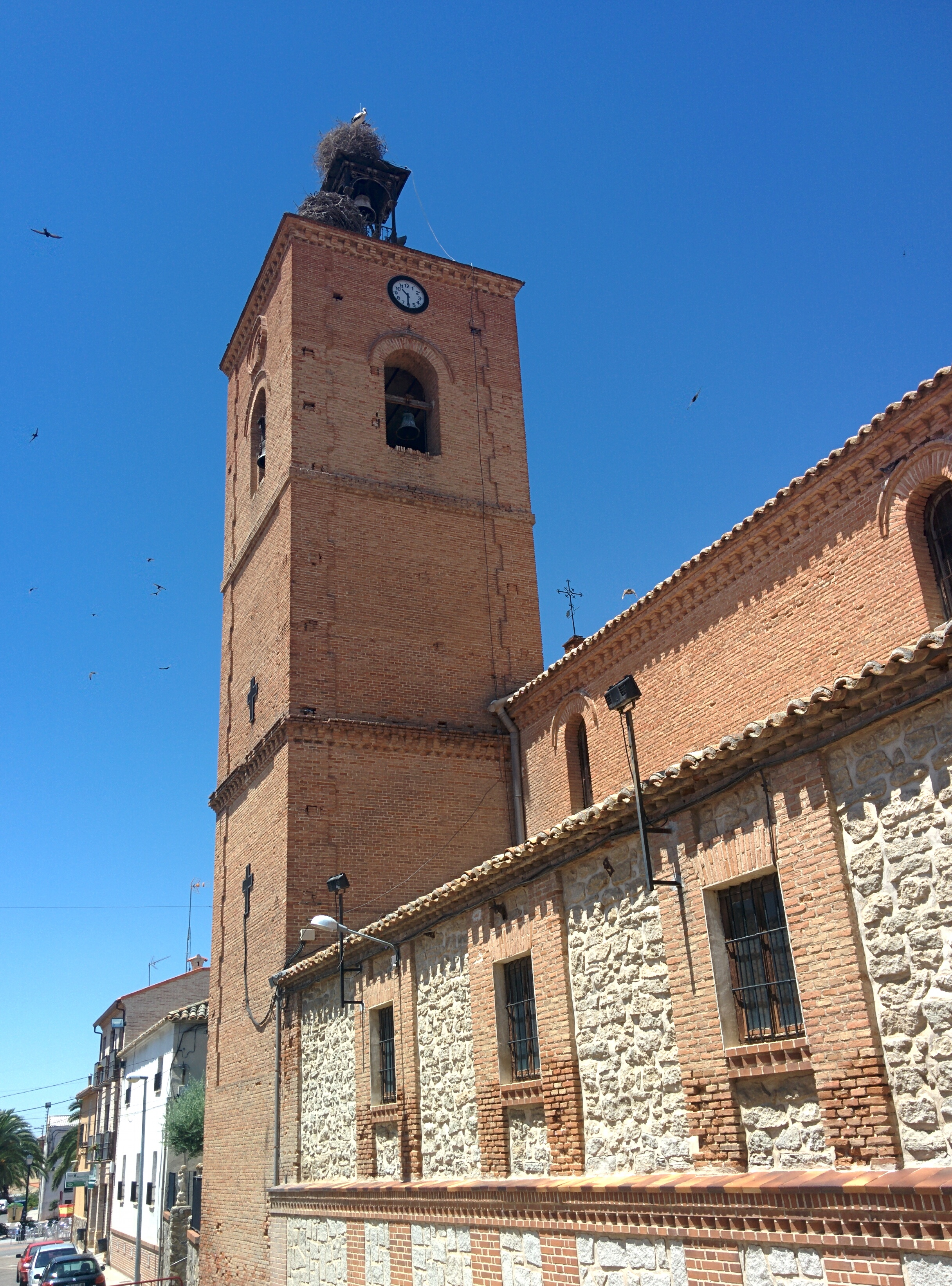
Iglesia de Nuestra Señora de la Asunción

- Iglesia de Nuestra Señora de la Asunción.[2]

## Fiestas
- Carnaval: Se celebra una jornada campera. También se le conoce como "La Tortilla".
- 15 de abril: Cross de la cerámica.
- Cuarto domingo de septiembre: Fiestas patronales en honor a Santa Bárbara.